# Quintana del Puente
Quintana del Puente é um município da Espanha na província de Palência, comunidade autónoma de Castela e Leão, de área  km² com população de 235 habitantes (2007) e densidade populacional de 21,20 hab/km².

## Demografia
| Variação demográfica do município entre 1991 e 2004 | Variação demográfica do município entre 1991 e 2004 | Variação demográfica do município entre 1991 e 2004 | Variação demográfica do município entre 1991 e 2004 |
| --------------------------------------------------- | --------------------------------------------------- | --------------------------------------------------- | --------------------------------------------------- |
| 1991                                                | 1996                                                | 2001                                                | 2004                                                |
| 342                                                 | 285                                                 | 258                                                 | 247                                                 |